# 정조로
정조로(正祖路)는 경기도 화성시 진안동 병점지하차도 북단과 수원시 장안구 송죽동 일왕삼거리를 잇는 경기도의 도로이다. 수원 화성을 관통하며 팔달문, 화성행궁, 장안문 등을 지나는 특징이 있어 조선 제22대 왕인 정조의 이름을 따 정조로라는 이름을 붙였다. 화성 내부 구간은 전통적으로 종로라 불려 왔으며, 진안동 기점에서 운동장사거리까지 대부분의 구간이 경수대로 개통 이전까지 옛 국도 제1호선이었다.

## 주요 경유지
경기도
- 화성시 진안동 - 수원시 (권선구 - 팔달구 - 장안구)

## 노선
| 이름                             | 접속 노선                   | 소재지                 | 소재지        | 비고          |
| -------------------------------- | --------------------------- | ---------------------- | ------------- | ------------- |
|                                  | 국도 제1호선 경기대로       | 화성시                 | 진안동        |               |
| 송산교                           |                             | 화성시                 | 진안동        |               |
| 대황교                           |                             | 화성시                 | 반정동        |               |
| 대황교                           | 수원시 권선구               | 대황교동               |               |               |
| 장다리천2교                      | 수원시 권선구               | 대황교동               | 동수원로      |               |
| 비행장삼거리                     | 수원시 권선구               | 국도 제1호선 경수대로  | 세류동        |               |
| 세류역                           | 수원시 권선구               |                        | 세류동        |               |
| 세류사거리                       | 수원시 권선구               | 덕영대로               | 세류동        |               |
| 유천사거리                       | 수원시 권선구               | 세권로                 | 세류동        |               |
| 정조사거리                       | 수원시 권선구               | 권선로                 | 세류동        |               |
| 정조사거리                       | 수원시 팔달구               | 권선로                 | 매교동        |               |
| 매교역                           | 수원시 팔달구               | 효원로                 | 매교동        |               |
| 수원고등학교                     | 수원시 팔달구               | 매산로116번길          | 매교동        |               |
| 팽나무고개삼거리                 | 수원시 팔달구               | 인계로                 | 매교동        |               |
| 매교다리 매교삼거리              | 수원시 팔달구               | 수원천로               | 매교동        |               |
| 교동사거리                       | 수원시 팔달구               | 국도 제42호선 매산로   | 중동          | 국도 제42호선 |
| 중동사거리                       | 수원시 팔달구               | 국도 제42호선 중부대로 | 중동          | 국도 제42호선 |
| 중동사거리                       | 수원시 팔달구               | 국도 제42호선 중부대로 | 팔달로3가     |               |
| 팔달문                           | 수원시 팔달구               | 팔달문로               |               |               |
| 팔달문                           | 수원시 팔달구               | 팔달문로               | 팔달로2가     |               |
| 화성행궁                         | 수원시 팔달구               | 국도 제43호선 창룡대로 | 팔달로1가     |               |
| 화성행궁                         | 수원시 팔달구               | 국도 제43호선 창룡대로 | 신풍동/북수동 |               |
| 장안사거리                       | 수원시 팔달구               | 화서문로               |               |               |
| 장안사거리                       | 수원시 팔달구               | 화서문로               | 장안동/북수동 |               |
| 장안문 장안문로터리              | 수원시도 제26호선 (팔달로)  | 수원시 장안구          | 영화동        |               |
| 북문터미널사거리                 | 정조로933번길 정조로934번길 | 수원시 장안구          | 영화동        |               |
| 수성중사거리                     | 수성로                      | 수원시 장안구          | 영화동        |               |
| 수성중사거리                     | 수성로                      | 수원시 장안구          | 정자동/조원동 |               |
| 운동장사거리                     | 송정로                      | 수원시 장안구          |               |               |
| 운동장사거리                     | 송정로                      | 수원시 장안구          | 송죽동/조원동 |               |
| 수원종합운동장 수원 KT 위즈 파크 |                             | 수원시 장안구          |               |               |
| 월계사거리                       | 송원로                      | 수원시 장안구          |               |               |
| 월계사거리                       | 송원로                      | 수원시 장안구          | 송죽동        |               |
| 일왕삼거리 만석공원              | 만석로                      | 수원시 장안구          |               |               |

## 같이 보기
- 경수대로